# Geografia social
Geografia social é o ramo da geografia humana que está mais intimamente relacionado com a teoria social em geral e sociologia em particular, lidando com a relação do fenômeno social e seus componentes espaciais. Embora o termo em si tenha uma tradição que data do início do século XX, não há consenso sobre seu conteúdo explícito. Em 1968, observou-se que "com algumas exceções notáveis, (...) a geografia social pode ser considerada um campo criado e cultivado por um número de estudiosos individuais, em vez de uma tradição acadêmica construída dentro de escolas particulares".